# Gobemouche à petit bec
Bradornis microrhynchus
Espèce
Statut de conservation UICN

 LC  : Préoccupation mineure
Le Gobemouche à petit bec (Bradornis microrhynchus, anciennement Bradornis microrhynchus) est une espèce d’oiseaux d'Afrique orientale appartenant à la famille des Muscicapidae.